# Archibald Dixon
Archibald Dixon (Caswell megye, 1802. április 2. – Henderson, 1876. április 23.) az Amerikai Egyesült Államok szenátora (Kentucky, 1852–1855).